# النميسي (بني بوقيطون تمرحلت)
النميسي هو دُوَّار يقع بجماعة باب مرزوقة، إقليم تازة، جهة فاس مكناس في المملكة المغربية. ينتمي الدوّار لمشيخة بني بوقيطون تمرحلت التي تضم 5 دواوير. يقدر عدد سكانه بـ 460 نسمة حسب الإحصاء الرسمي للسكان والسكنى لسنة 2004.

## روابط خارجية
- البوابة الوطنية للجماعات الترابية
- المندوبية السامية للتخطيط